# Castellaro
Castellaro là một đô thị ở tỉnh Imperia trong vùng Liguria, tọa lạc khoảng 100 km về phía tây nam của Genova và khoảng 14 km về phía tây của Imperia. Tại thời điểm ngày 31 tháng 12 năm 2004, đô thị này có dân số 1.083 người và diện tích là 8.7 km².
Castellaro giáp các đô thị sau: Pietrabruna, Pompeiana, Riva Ligure, và Taggia.